# Остоја Корманош
Остоја Корманош (погинуо 10. септембра 1875) био је хајдучки харамбаша активан у северозападној Босни у другој половини 19. века и један од вођа устанка српског народа у Босни 1875—1878.

## Биографија
Рођен као Остоја Јањетовић, у младости био је на лађи Јоце Михајловића кормилар, и одатле је добио надимак Корманош.

### Устанак у Босни 1875
У босанском устанку почетком августа 1875. придружио се устаницима са својом четом, и од Централног устаничког одбора именован је командантом побуњених сељака на подручју Козаре и Грмеча. Са групом људи обилазио је села, подстицао народ на устанак, организовао чете на подручју Босанске Градишке и палио турске карауле и чардаке.
Отпочео је оружане борбе против Турака сукобом код Великог Струга 17. августа изјутра. Сутрадан је са четом разбио турски одред из Босанске Градишке код моста на речици Јабланици, преко пута од Ускока. Турци су изашли из града у намери да очисте од устаника пут Градишка-Орахово, али су сузбијени и враћени у Градишку.
Иако храбар, одлучан и вешт у вођењу мањих јединица у герилским борбама, теже се сналазио у руковођењу ширим народним покретом и већим бројем устаничких чета. Због тога је крајем августа предао команду над устаницима хајдучком харамбаши и вођи буне против Турака 1858. Петру Петровићу Пецији. После успешних борби код Босанске Дубице и Огорелице са одредом од неколико стотина устаника, разбио је заједно с Пецијом на обронцима Просаре 9. септембра 1875. турски гранични ланац на Сави код села Гашнице, и омогућио устаницима да прихвате оружје упућено из Србије. Сутрадан, приликом истовара оружја устаници су опкољени од надмоћнијих турских снага и разбијени у боју код Гашнице. Остоја Корманош погинуо је при покушају да се с преживелом групом од 30 устаника пребаци скелом преко Саве у Славонију.

## Погибија
Узрок устаничког пораза код Гашнице било је предуго задржавање устаника на обали Саве, уместо правовременог повлачења у планину. Разлози устаника су непознати: Васо Чубриловић наводи чак 4 могућности, од издаје, преко пијанства, до личне свађе између Пеције и Корманоша, који је, љут због предавања команде, одбио да се повуче у планину. Како год, разбијени од далеко надмоћнијих турских снага код Гашнице, 10. септембра 1875, преживели устаници су побегли на отворену скелу и отиснули се преко Саве, у Аустрију, под ватром преко 1.000 турских пушака. Устаници су ставили Пецију у средину и заклањали га својим телима, да се бар он спасе: Корманош је погинуо насред Саве, пуцајући на Турке — по речима Васе Чубриловића, закла га њихова пушка. Од 36 људи, стигла су жива на аустријску обалу само четворица, међу њима и Пеција, али га при искакању на обалу погоди турско зрно и убије на месту. Корманоша, Пецију и њихове погинуле борце сахраниле су аустријске власти одмах уз обалу, ту где је Пеција погинуо.